# The Wanderer (album)
Pour les articles homonymes, voir Wanderer.
Albums de Donna Summer
Bad Girls
(1979) Donna Summer
(1982)
The Wanderer est le huitième album studio de la chanteuse Donna Summer. Il est paru le 20 octobre 1980. L'album est le premier disque édité par le label Geffen Records. Il atteint la 13e place des meilleures ventes d'albums aux États-Unis, et le premier simple issu du disque, The Wanderer, la troisième position dans le Billboard Hot 100. L'album et le single sont tous deux certifiés « gold », soit 500 000 exemplaires vendus.
Le second simple issu de l'album, Cold Love, offrit à Summer une nomination dans la catégorie de la meilleure performance vocale rock féminin tandis que la chanson gospel I Believe In Jesus, (dont les paroles et la musique sont signées par l'artiste), reçut une autre nomination dans la catégorie de la chanson la plus inspirée de l'année. 
L'album fut réédité le 9 décembre 2014 par le label Driven by the Music, remasterisé, avec une version plus longue du titre I Believe In Jesus (3 min 37 s au lieu de 3 min 18 s).

## Réalisation
The Wanderer est un album résolument rock, marquant pour Donna Summer une rupture assumée avec l'image glamour de reine du disco qu’elle véhiculait à son corps défendant depuis 1975 lorsqu'elle fut révélée au grand public grâce à l'immense succès de sa chanson Love to Love You Baby.
Cette volonté de rupture constitue l'une des raisons qui la décidèrent à rompre son contrat avec Casablanca Records, dont le président, Neil Bogart, souhaitait qu'elle continue à incarner ce statut de superstar sexy des dancefloors, conforté dans ce souhait par la performance de ses albums précédents (Live and More, Bad Girls et On the Radio: Greatest Hits Volumes I & II), meilleures ventes de la chanteuse.
Summer, au contraire, voulut à ce stade de sa carrière, s'en libérer, épuisée de surcroit par le rythme que lui imposa Bogart durant cinq ans, à raison de la sortie de deux albums par an en moyenne.
The Wanderer aborde des thèmes tels que la spiritualité et la célébrité. Dans Looking Up et de façon très personnelle dans Running For Cover, dont elle écrit les paroles et signe la musique, sur des arrangements et une production rock, Summer procède par métaphores pour exprimer sa quête de protection, de refuge et de salut dans un espace urbain effrayant et sans issue. C'est par petites touches qu’elle suggère sa conversion spirituelle au christianisme évangélique (born-again Christian) dans cette chanson à l'atmosphère claustrophobe et dramatique. Une conversion qu'elle assume de façon bien plus explicite dans le titre qui clôt l'album, I Believe In Jesus, dont elle signe également les paroles et la musique.
Dans les chansons The Wanderer, Grand Illusion, Who do You Think You're Foolin' ou Night Life, Summer aborde avec cynisme les affres de la renommée dont elle souhaite s'émanciper, en parlant d'elle-même à la seconde ou la troisième personne. La nature insaisissable de la gloire et de son pouvoir attractif imprègne le texte du titre Grand Illusion, sur des arrangements synthétiques de Harold Faltermeyer. Dans une ambiance hypnotique, Summer chante ici en mode falsetto comme sur le titre Breakdown.
« Je me considère plus volontiers comme une actrice qui chante » déclarera-t-elle. « J'aborde chaque chanson en fonction de sa texture, de sa couleur et des idées qu'elle sous-tend ».

## Accueil
The Wanderer devint rapidement disque d'or après sa sortie, ainsi que le simple-titre qui atteint 1 million d’exemplaires écoulés, mais David Geffen juge les ventes de l'album décevantes, au regard des scores réalisés par les albums précédents de la chanteuse. Pourtant, de tous les albums que Summer réalisa sous le label Geffen, The Wanderer est celui qui se vendra le mieux.
Geffen expliqua les difficultés rencontrées pour assurer la promotion de l'album : The Wanderer est un disque rock d’une chanteuse noire, mais les stations radio dédiées au rock ne le diffusèrent pas en raison de préjugés contre les artistes de couleur et féminines de surcroît, d’autant que Summer était alors cataloguée dans le registre disco. A contrario, les radios orientées dance jugèrent que l'album n'était pas formaté pour figurer dans leurs playlists.
The Wanderer reçut pourtant des critiques élogieuses dans la presse (Newsday, Billboard, People ou encore Rolling Stone). Dans Rolling Stone, le 19 mars 1981, le journaliste Dave Marsh juge que l'album atteint artistiquement un sommet, d'une force rare grâce à la collaboration d'une équipe plus que jamais au diapason mais dont Summer reste le pivot central, l'élément fédérateur pour aboutir à la réalisation d’un disque convaincant, constituant une véritable déclaration d'innocence, de foi, de joie, de terreur et de capacité à faire face à la vie.

## Titres
| 1. | The Wanderer      | 3:47 |
| 2. | Looking Up        | 3:57 |
| 3. | Breakdown         | 4:08 |
| 4. | Grand Illusion    | 3:54 |
| 5. | Running for Cover | 4:01 |

| 6.  | Cold Love                       | 3:38 |
| 7.  | Who Do You Think You're Foolin' | 4:18 |
| 8.  | Nightlife                       | 4:00 |
| 9.  | Stop Me                         | 3:44 |
| 10. | I Believe in Jesus              | 3:37 |